# Onthophagus rhinophyllus
Onthophagus rhinophyllus là một loài bọ cánh cứng trong họ Bọ hung (Scarabaeidae).